# Љубица Обреновић
Љубица Обреновић (Срезојевци, 14. јануар 1788 – 14. мај 1843) била је српска кнегиња, жена кнеза Милоша Обреновића, и мајка кнеза Михаила Обреновића. У народу је била позната и као Велика госпођа.

## Биографија
Љубица је рођена средином септембра 1788. године у Сувоборском селу Срезојевцима, од племена Вукомановића, оца Радосава и мајке Марије. Њени родитељи били су Радослав и Марија Вукомановић. Главни посредник удаје за Милоша Обреновића био је Никола Милићевић Луњевица који је преговоре око удаје завршио са Миланом Обреновићем, братом кнеза Милоша, на четрдесет дана од смрти њеног оца. Кум на венчању које се одржало 6. јануара 1806. године био је вожд Карађорђе, стари сват Лазар Мутап, а ручни девер Никола Милићевић Луњевица. Љубичина породица у почетку није била сагласна за њихово венчање, пошто је Љубица била из угледне куће Вукомановића, док је Милош био на нижем материјалном и образовном нивоу чија се породица у то време бавила калужењем стоке. Зато се и њихово венчање десило после смрти њеног оца, који је био главна препрека за брак.
Након удаје живела је у Брусници у кући девера Милана Обреновића. Године 1813. када је пропао Први српски устанак склонила се са свекрвом и децом у манастир Никоље. Ту их је примио на стан игуман Танасија, рођак Милошев. Након Хаџи-Проданове буне склонила се у село Црнуће, где је направљена привремена кућа брвнара. У том скровитом месту живела је са децом до 1818. године. Милош је после слома устанка хтео да премести породицу у Црну Году, али се Љубица успротивила одласку из завичаја. Тада се коначно настањује у престоници Србије – Крагујевцу, где је боравила у Шареном конаку. Са кнезом Милошем изродила је синове Милана (1819 – 1839) и Михаила (1823 – 1868) и ћерке Петрију (1808 – 1871) и Савку (1814 – 1848).
Љубица је била штедљива и радна жена, просто се облачила, а својим синовима је често сама крпила одећу. Таквим начином живота желела је да осталима женама својим примером покаже да треба избегавати раскош и да се треба живети по старим обичајима.
Била је позната као строга и самосвесна, а често је заузимала сопствени став у политици. Због тога је неколико пута долазила у озбиљне сукобе са кнезом Милошем. Током политичких напада на Милоша чак је прешла на страну опозиције. Књегиња је помогла Милетину буну (1835.), а касније је издејствовала да се сељаци врате својим кућама и да их Милош не прогони. Успех буне се огледа доношење Устав Србије из 1835., а и касније слабљење Кнежевог положаја. Иако је после његовог одласка из Србије променила мишљење и покушала да га врати назад – није имала већег успеха. Његове противнике је помагала зато што је Милош био властољубив и желела је да га ограниче у власти, како не би могао да доноси лоше и исхитрене одлуке.
Једном приликом је у налету љубоморе убила из пиштоља једну од љубавница кнеза Милоша, Петрију. Одмах након убиства Љубица је побегла. Боравила је једно време код Николе Луњевице, па код Јована и код Јеврема Обреновића. Кнез Милош је жалио за Петријом и био толико љут на Љубицу, да је намеравао да раскине са њом. Прво су је осудили на смрт у одсуству. На наговор пријатеља и рођака кнез Милош се смирио, па ју је помиловао и дозволио јој повратак у кнежев двор, али била је искључена из супружничке љубави и није више могла никоме да заповеда на двору. Љубица је у то време била трудна, па јој је још теже падала свађа са кнезом. Са кнезом се измирила 1819. за време сабора у манастиру Каленићу.4 Јован и Јеврем Обреновић увели су пред Милоша трудну Љубицу, која је изашла пред њега са два пиштоља, поклонила се и рекла да јој или опрости или да је убије.
Као њена резиденција изграђен је Конак кнегиње Љубице у којем је касније био смештен Београдски Лицеј, где је примала званичне посете страних лица. (Сава Текелија у „Описанију живота мога”, Нолит, на 204. страни пише „Љубица колико је љубазна, толико зна и Ауторитет обдржати. Приповедају да је она једну милостницу Милошеву из пиштоља убила.”)
Иако је Љубица била неписмена, посветила се васпитању и школовању својих синова. Када је Димитрије Исаиловић 1830. године основао Вишу школу у Београду, кнегиња је из Пожаревца прешла у Београд и синове Милана и Михаила Обреновића уписала да похађају школу. Након 1832. се вратила у Пожаревац са синовима, који су наставили школовање приватним часовима.
Доста је утицала на супруга да помаже Вука Караџића и његов рад, а често је и сама реформатору српског језика слала новац и поклоне.
Пратила је 1839. године сина Михаила када је ишао у Цариград. Године 1842. дошло је до смене власти у Србији са династије Обреновића на династију Карађорђевића. Тада се пред побуњеним народом сместила са сином у Земун.
У рукама сина Михаила умрла је у прогонству 14. маја 1843. године у Новом Саду у тадашњем Аустријском царству „од туге и жалости и несреће која је њену породицу снашла” (по Милану Милићевићу). Сахрањена је у манастиру Крушедол на Фрушкој гори.

## Породично стабло
|  |                        |  |  |  |  |  |  |  |  |  |  |  |  |  |  |  |
|  | 2. Радосав Вукомановић |  |  |  |  |  |  |  |  |  |  |  |  |  |  |  |
|  |                        |  |  |  |  |  |  |  |  |  |  |  |  |  |  |  |
|  |                        |  |  |  |  |  |  |  |  |  |  |  |  |  |  |  |
|  | 1. Љубица Обреновић    |  |  |  |  |  |  |  |  |  |  |  |  |  |  |  |
|  |                        |  |  |  |  |  |  |  |  |  |  |  |  |  |  |  |
|  |                        |  |  |  |  |  |  |  |  |  |  |  |  |  |  |  |
|  | 3. Марија Дамњановић   |  |  |  |  |  |  |  |  |  |  |  |  |  |  |  |
|  |                        |  |  |  |  |  |  |  |  |  |  |  |  |  |  |  |
|  |                        |  |  |  |  |  |  |  |  |  |  |  |  |  |  |  |

## Породица

### Супружник
| име        | слика | датум рођења   | датум смрти         |
| ---------- | ----- | -------------- | ------------------- |
| Кнез Милош |       | 18. март 1780. | 26. септембар 1860. |

### Деца
| име                 | слика | датум рођења        | датум смрти      | супружник                |
| ------------------- | ----- | ------------------- | ---------------- | ------------------------ |
| Петрија Обреновић   |       | 5. август 1808.     | 1870.            | Теодор Бајић од Варадије |
| Савка Обреновић     |       | 28. март 1814.      | 5. октобар 1848. | Јован Николић од Рудне   |
| Габријела Обреновић |       |                     |                  | умрла у детињству        |
| Марија Обреновић    |       |                     |                  | умрла у детињству        |
| Тодор Обреновић     |       |                     |                  | умро у детињству         |
| Кнез Милан          |       | 21. октобар 1819.   | 8. јул 1839.     | није се женио            |
| Кнез Михаило        |       | 16. септембар 1823. | 10. јун 1868.    | Јулија Хуњади            |
| Ана Обреновић       |       |                     |                  | умрла у детињству        |

## Занимљивости
Хрватски књижевник, историчар књижевности и књижевни критичар Бранко Водник (1879 – 1926) сврстава кнегињу Љубицу међу ретке, али истакнуте жене припаднице Илирског покрета (Хрватски народни препород), заједно са Драгојлом Јарневић, Аном Видовић и Јагодом Брлић.

## Галерија
- Конак кнегиње Љубице (2011)
- Конак кнегиње Љубице (1876)
- Тепсија кнегиње Љубице, лим, ковање, пречник 28 cm, висина 5,5 cm, 19. век
- Лонац кнегиње Љубице, лим, ковање, пречник 27,6 cm, висина 18,6 cm, 19. век
- Коса Љубице Обреновић (Историјски музеј Србије)
- Тепих кнегиње Љубице, оријентално порекло, 19. век
- Споменик у Срезојевцима